# Territorio federal
Un territorio federal es un tipo de entidad subnacional gobernada directamente por cualquier gobierno central dentro de una federación. Los territorios son áreas en una federación que no son estados federados: mientras los estados federados son las partes que componen la propia federación y comparten la soberanía con el gobierno federal, mientras que un territorio federal no es soberano.
A diferencia de un distrito federal, el territorio federal por lo general tiene un cierto grado de autogobierno, si bien los términos de esta se utilizan de manera algo distinta en diferentes federaciones.

## Territorios federales en varias federaciones
Algunos territorios federales son:
- Territorio de la Capital Federal (Nigeria)
- Territorios Federales de Malasia
- Territorio del Norte (Australia)
- Territorios del Noroeste, Nunavut y Yukón (Canadá)

En la India, los territorios federales se denominan formalmente Territorios de la Unión. Hay siete de ellos: Islas Andamán y Nicobar, Chandigarh, Dadra y Nagar Haveli, Damán y Diu, Laquedivas, Puducherry, y Delhi.
En Pakistán, los territorios federales se encuentran en la región de Cachemira administrada por el país, y son: Azad Cachemira y Gilgit-Baltistán.

### Capitales federales
En varios países, la capital de la federación es un territorio federal, separado de los estados. El ejemplo arquetípico es el de Estados Unidos, donde su capital, Washington, se constituye en el "Distrito Federal de Columbia". De su ejemplo surgieron, entre otros, el de Argentina (Ciudad Autónoma de Buenos Aires, antes "Capital Federal"), México (Ciudad de México, antes "Distrito Federal"), Brasil (Brasilia, en el Distrito Federal), Australia (Canberra, en el Territorio de la Capital Australiana), Etiopía (Adís Abeba, "ciudad con estatuto especial") o Rusia (Moscú, "ciudad federal"). En otros casos, en tanto, la capital es un estado miembro, como en Alemania (Berlín) o Austria (Viena), o pertenece a un estado, como Canadá (Ottawa, en Ontario) o Suiza (Berna, en el más extenso cantón homónimo).

## Territorios federales históricos

### Brasil
En Brasil, a pesar de que este tipo de subdivisión territorial se menciona en la Constitución Federal, en la actualidad no existen territorios federales. Hasta 1988 existieron tres territorios: Fernando de Noronha (hoy un municipio del estado de Pernambuco), Amapá y Roraima, que actualmente son plenamente reconocidos como estados. Desde 1943 hasta 1982, Rondonia fue también un territorio federal (con el nombre de Territorio Federal de Guaporé hasta 1956).

### Canadá
El Territorio Noroccidental solía incluir una vasta región de lo que ahora es Canadá, y estaba dividido en distritos para facilitar su administración entre 1882 y 1999. Uno de esos distritos, Keewatin, fue un territorio federal de 1876 a 1905.

### Estados Unidos
En los Estados Unidos, muchos estados fueron territorios federales o partes de territorios antes de llegar a la condición plena de Estado, por ejemplo los territorios de Luisiana, de Oregón o el de Alaska. Inmediatamente antes de llegar a la condición de Estado, estos territorios de los Estados Unidos formaron un tipo de división territorial conocido como territorios incorporados organizados.

### México
Tal como ocurre en Brasil, en México si bien por constitución está reglamentado el régimen administrativo para los territorios federales, actualmente no existe ninguna entidad subnacional de este tipo. Entre los territorios federales mexicanos que hoy son Estados, se tienen a los de Baja California (hoy repartido entre los estados de Baja California y Baja California Sur), Tepic (hoy denominado Nayarit) y Quintana Roo.

### Venezuela
Actualmente en Venezuela no existen territorios federales, si bien a finales el siglo XIX y principios del XX existieron varias de estas circunscripciones administrativas, entre ellos el de Amazonas y el de Delta Amacuro, que hoy son estados con pleno reconocimiento. Tal como ocurre en otras federaciones, este tipo de demarcaciones son un paso previo para que un territorio específico (previo referendo) logre la condición de Estado.